# Саллі Пірс
Саллі Пірс (англ. Sally Peers; нар. 1 червня 1991) — колишня австралійська тенісистка.
Найвищу одиночну позицію світового рейтингу — 145 місце досягла 11 квітня 2011, парну — 89 місце — 8 листопада 2010 року.
Здобула 2 одиночні та 14 парних титулів туру ITF.
Найвищим досягненням на турнірах Великого шолома був чвертьфінал в змішаному парному розряді.

## Фінали ITF

### Одиночний розряд: 7 (2–5)
| Легенда          |
| ---------------- |
| турніри $100,000 |
| турніри $75,000  |
| турніри $50,000  |
| турніри $25,000  |
| турніри $15,000  |
| турніри $10,000  |

| Результат | Ранг | Дата            | Турнір                        | Покриття | Суперниця           | Рахунок       |
| --------- | ---- | --------------- | ----------------------------- | -------- | ------------------- | ------------- |
| Поразка   | 1.   | 14 вересня 2009 | Дарвін, Австралія             | Тверде   | Алісія Молік        | 3–6, 4–6      |
| Поразка   | 2.   | 21 лютого 2010  | Мілдьюра, Австралія           | Трава    | Кейсі Деллаква      | 5–7, 0–6      |
| Перемога  | 3.   | 26 квітня 2010  | Іпсвіч (Квінсленд), Австралія | Ґрунт    | Софі Летчер         | 6–4, 6–3      |
| Поразка   | 4.   | 3 травня 2010   | Бандаберг, Австралія          | Тверде   | Хамамура Нацумі     | 0–6, 4–6      |
| Перемога  | 5.   | 28 березня 2011 | Іпсвіч, Австралія             | Ґрунт    | Леся Цуренко        | 5–7, 7–5, 6–0 |
| Поразка   | 6.   | 5 квітня 2015   | Мельбурн, Австралія           | Ґрунт    | Зо Гайвес           | 5–7, 2–6      |
| Поразка   | 7.   | 13 червня 2015  | Бол, Хорватія                 | Ґрунт    | Габріела Пантучкова | 3–6, 2–6      |

### Парний розряд: 29 (14–15)
| Легенда          |
| ---------------- |
| турніри $100,000 |
| турніри $75,000  |
| турніри $50,000  |
| турніри $25,000  |
| турніри $15,000  |
| турніри $10,000  |

| Результат | Ранг | Дата              | Турнір                                  | Покриття | Партнерка          | Суперниці                          | Рахунок               |
| --------- | ---- | ----------------- | --------------------------------------- | -------- | ------------------ | ---------------------------------- | --------------------- |
| Поразка   | 1.   | 27 квітня 2009    | Бандаберг, Австралія                    | Ґрунт    | Ізабелла Голланд   | Макі Арай Ніколь Рінер             | 6–1, 4–6, [9–11]      |
| Перемога  | 2.   | 21 вересня 2009   | Дарвін, Австралія                       | Тверде   | Ізабелла Голланд   | Аленка Губачек Джессі Ромп'єс      | 6–4, 3–6, [10–4]      |
| Поразка   | 3.   | 16 листопада 2009 | Есперанс (Західна Австралія), Австралія | Тверде   | Ізабелла Голланд   | Шеннон Голдс Олівія Роговська      | 1–6, 1–6              |
| Поразка   | 4.   | 23 листопада 2009 | Калгурлі, Австралія                     | Тверде   | Марія Мірковіч     | Шеннон Голдс Гейлі Еріксен         | 3–6, 6–4, [7–10]      |
| Поразка   | 5.   | 26 квітня 2010    | Іпсвіч (Квінсленд), Австралія           | Ґрунт    | Ізабелла Голланд   | Мое Каватоко Мікі Міямура          | 4–6, 6–4, 5–7         |
| Поразка   | 6.   | 4 лютого 2011     | Берні (Тасманія), Австралія             | Тверде   | Олівія Роговська   | Хамамура Нацумі Такао Еріка        | 2–6, 6–3, [7–10]      |
| Перемога  | 7.   | 9 травня 2011     | Реджо-нель-Емілія, Італія               | Ґрунт    | Софі Фергюсон      | Клаудія Джовіне Марія Ірігоєн      | 6–4, 6–1              |
| Перемога  | 8.   | 30 травня 2011    | Рим, Італія                             | Ґрунт    | Софі Фергюсон      | Магда Лінетт Ліана Унгур           | w/o                   |
| Перемога  | 9.   | 24 жовтня 2011    | Порт-Пірі, Австралія                    | Тверде   | Ізабелла Голланд   | Монік Адамчак Бояна Бобушич        | w/o                   |
| Поразка   | 10.  | 31 жовтня 2011    | Маунт-Гамбір, Австралія                 | Тверде   | Ізабелла Голланд   | Стефані Бенгсон Тайра Келдервуд    | w/o                   |
| Поразка   | 11.  | 1 квітня 2012     | Бандаберг, Австралія                    | Тверде   | Саша Джонс         | Аояма Сюко Намігата Дзюнрі         | 1–6, 5–7              |
| Перемога  | 12.  | 16 червня 2012    | Nottingham Open, Велика Британія        | Трава    | Ешлі Барті         | Река Луца Яні Марія Жуан Келер     | 7–6(7–2), 3–6, [10–5] |
| Поразка   | 13.  | 10 вересня 2012   | Солсбері, Австралія                     | Тверде   | Елісон Бай         | Аю Фані Дамаянті Лавінія Тананта   | 6–7, 0–6              |
| Перемога  | 14.  | 22 вересня 2012   | Порт-Пірі, Австралія                    | Тверде   | Саша Джонс         | Стефані Бенгсон Шанель Сіммондс    | 6–4, 6–2              |
| Перемога  | 15.  | 5 жовтня 2012     | Есперанс, Австралія                     | Тверде   | Ешлі Барті         | Вікторія Ларр'єр Олівія Роговська  | 4–6, 7–6(7–5), [10–4] |
| Поразка   | 16.  | 28 жовтня 2012    | Траралґон, Австралія                    | Тверде   | Ешлі Барті         | Аріна Родіонова Кара Блек          | 6–2, 6–7(4–7), [8–10] |
| Перемога  | 17.  | 2 листопада 2012  | Бендіго, Австралія                      | Тверде   | Ешлі Барті         | Аріна Родіонова Кара Блек          | 7–6(14–12), 7–6(7–5)  |
| Поразка   | 18.  | 6 травня 2013     | Ролі (Північна Кароліна), США           | Ґрунт    | Джессіка Мор       | Ейжа Мугаммад Еллі Вілл            | 3–6, 3–6              |
| Перемога  | 19.  | 16 вересня 2013   | Кернс, Австралія                        | Тверде   | Ізабелла Голланд   | Мію Като Юріна Косіро              | 7–6(9–7), 4–6, [10–7] |
| Поразка   | 20.  | 28 жовтня 2013    | Бендіго, Австралія                      | Тверде   | Стефані Бенгсон    | Монік Адамчак Олівія Роговська     | 3–6, 6–2, [9–11]      |
| Поразка   | 21.  | 10 березня 2014   | Орландо, США                            | Ґрунт    | Наталі Плускота    | Кетрін Белліс Алексіс Нелсон       | 2–6, 6–0, [9–11]      |
| Перемога  | 22.  | 19 травня 2014    | Казерта, Італія                         | Ґрунт    | Саманта Гарріс     | Екатеріне Горгодзе Софія Квацабая  | 6–3, 7–6              |
| Поразка   | 23.  | 9 червня 2014     | Бол, Хорватія                           | Ґрунт    | Саманта Гарріс     | Ленка Кунчікова Кароліна Стухла    | 0–6, 4–6              |
| Поразка   | 24.  | 21 червня 2014    | Чивітавекк'я, Італія                    | Ґрунт    | Алекса Гуарачі     | Мартіна Карегаро Анна Флоріс       | 4–6, 4–6              |
| Поразка   | 25.  | 17 травня 2015    | Ролі, США                               | Ґрунт    | Жаклін Како        | Джан Абаза Юстина Єгйолка          | 6–7(4–7), 6–4, [7–10] |
| Перемога  | 26.  | 20 червня 2015    | Алкмар, Нідерланди                      | Ґрунт    | Сандра Заневська   | Анна Клазен Шарлотте Клазен        | 6–3, 6–4              |
| Перемога  | 27.  | 6 серпня 2015     | Відень, Австрія                         | Ґрунт    | Летісія Сарразен   | Агнеш Букта Яніна Тольян           | 6–1, 6–2              |
| Перемога  | 28.  | 29 липня 2016     | Маасейк, Бельгія                        | Ґрунт    | Еллен Перес        | Дебора Керфс К'яра Шоль            | 6–2, 6–2              |
| Перемога  | 28.  | 24 червня 2017    | Алкмар, Нідерланди                      | Ґрунт    | Розалі ван дер Гук | Світлана Пироженко Еріка Вогелсанг | 6–3, 6–1              |